# Kate Ellis
Kate Ellis (ur. 22 września 1977) – australijska polityk, posłanka z ramienia Australijskiej Partii Pracy (ALP) reprezentująca rejon wyborczy Adelaide.  Po wygranych przez ALP wyborach w 2007 została Ministrem ds. Młodzieży i Sportu w rządzie Kevina Rudda, w momencie nominacji była najmłodszym ministrem w historii Australii.